# Sporty niepełnosprawnych

Chuck Sketch, były żołnierz piechoty morskiej USA i ranny wojownik pływa podczas sesji treningowej w 2012

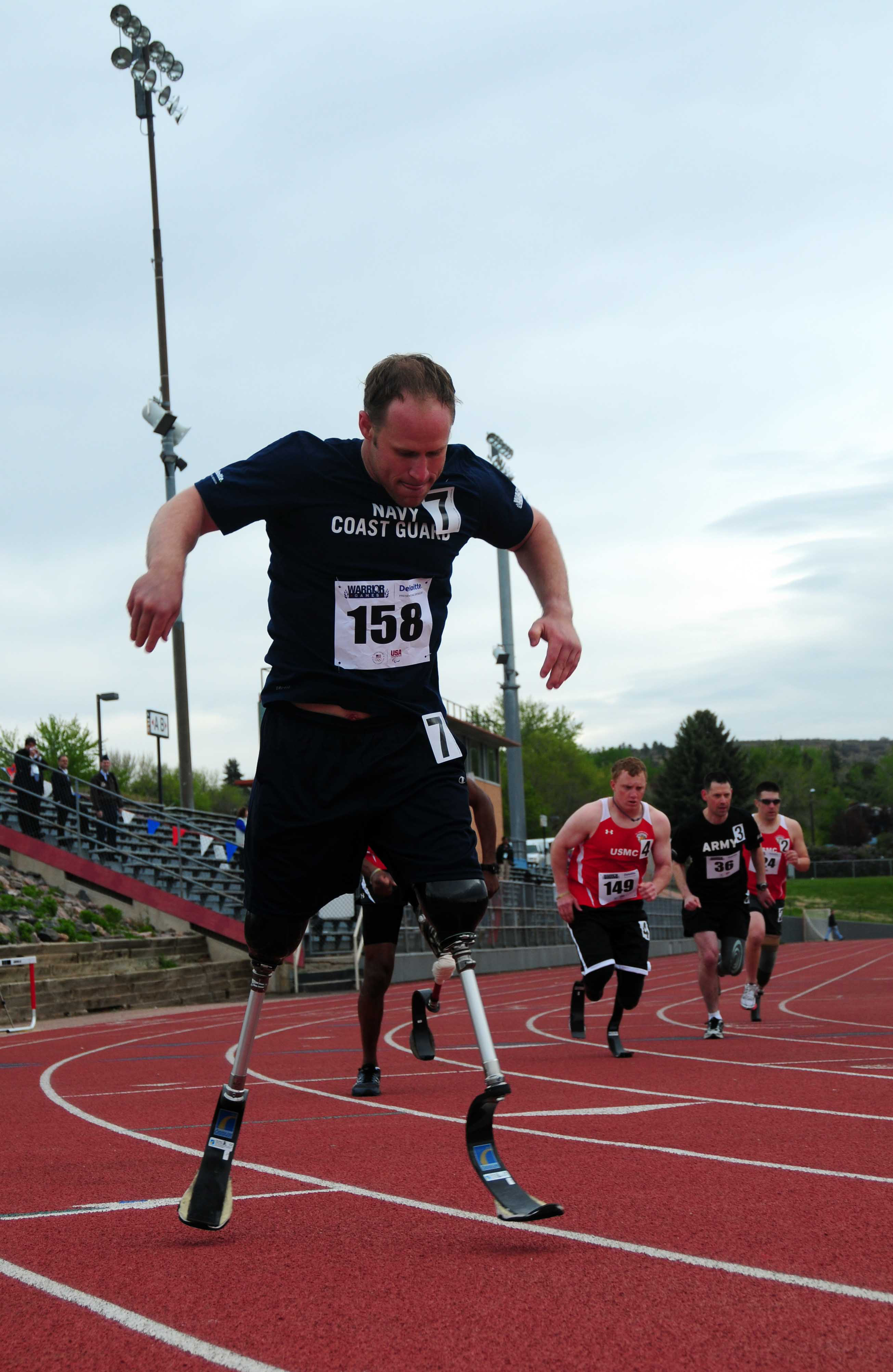
Żołnierz Dan Cnossen podczas biegu na 800 m

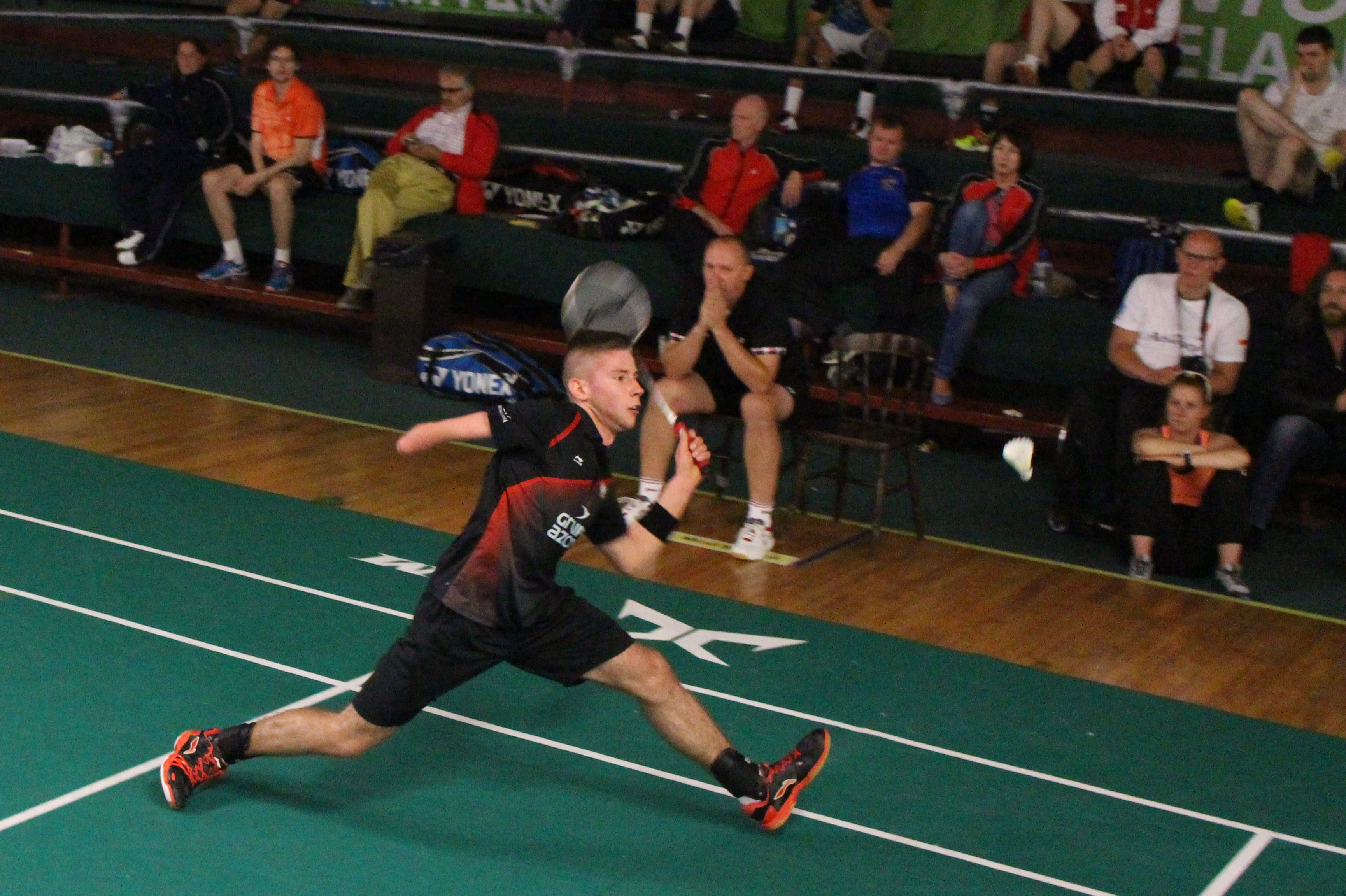
Parabadminton – Bartłomiej Mróz (MMKS Kędzierzyn-Koźle), wicemistrz świata podczas Irish Para-Badminton International 2015 Dublin

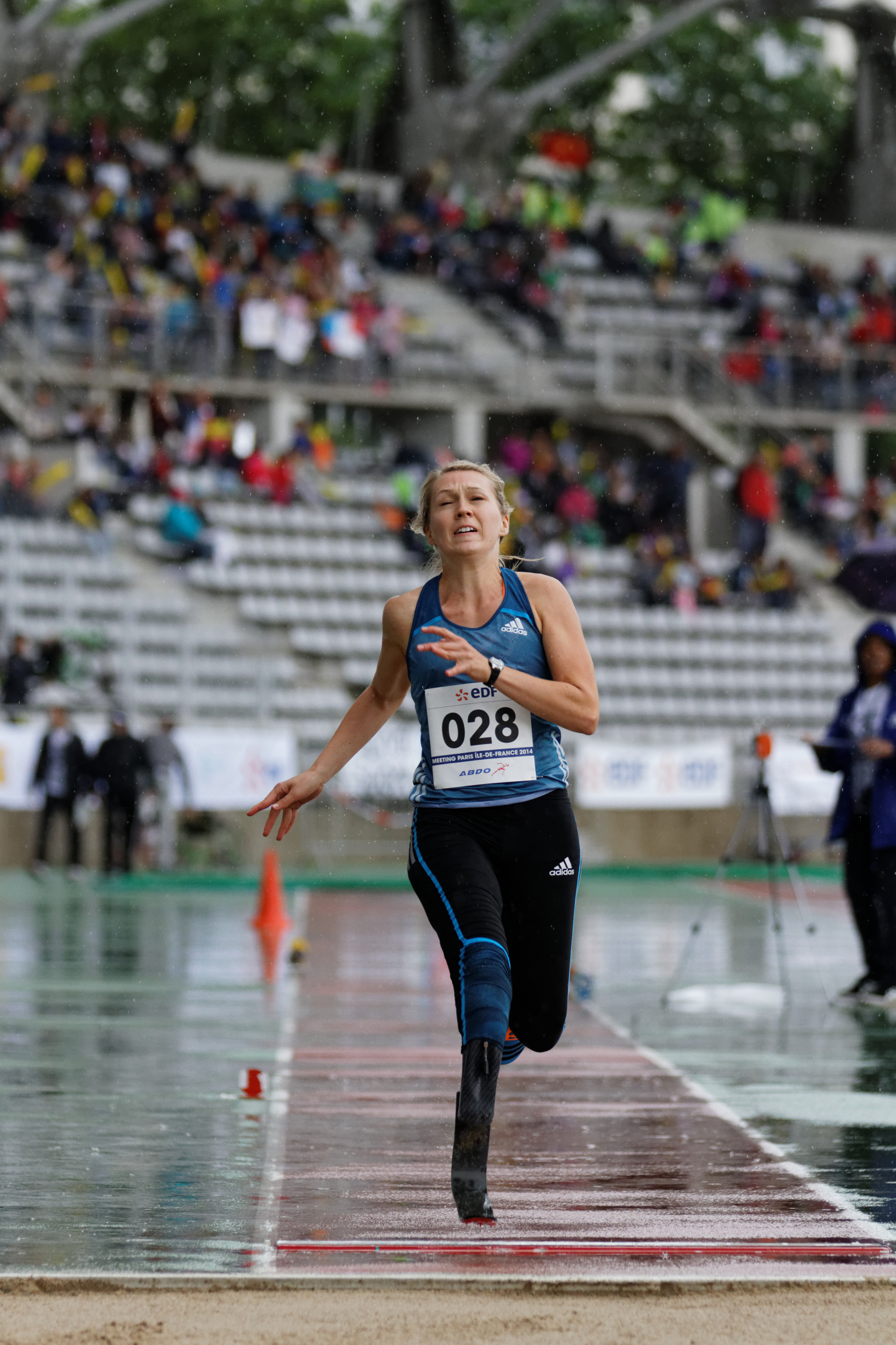
Iris Pruysen, skok w dal, Paraolimpijskie Spotkanie Lekkoatletyczne, 4 czerwca 2014, stadion Charlety

Sport niepełnosprawnych lub sport adaptacyjny lub parasport – dyscypliny sportowe uprawiane przez zawodników niepełnosprawnych z adaptacją zasad i sprzętu adekwatną do stopnia i rodzaju ograniczenia sprawności.
Dyscypliny i zawody są zazwyczaj oparte na istniejących sportach i ich przepisach, z modyfikacjami do potrzeb niepełnosprawnych zawodników. Organizowane są imprezy sportowe, paraolimpiady dla zawodników niepełnosprawnych fizycznie oraz olimpiady specjalne dla zawodników niepełnosprawnych intelektualnie. Paraolimpiady organizowane są co 4 lata od 1960 roku.

## Dyscypliny adaptowane dla zawodników niepełnosprawnych
| Dyscypliny letnie - Basketball ID (był na IP) - Bilard - Karambol - Pool - Snooker (był na IP) - Boccia (IP) - Boks - Cheerleading - Dartchery (był na IP) - Goalball (IP) - Golf - Judo (IP) - Kajakarstwo (IP) - Karate - Kolarstwo (IP) - szosowe (IP) - torowe (IP) - Koszykówka na wózkach (IP) - Lawn bowls (był na IP) - Lekkoatletyka (IP) - Łucznictwo (IP) - Narciarstwo wodne - Nurkowanie - Parabadminton (IP) - Parajeździectwo (IP) - Piłka nożna niepełnosprawnych - Amp futbol - Piłka nożna na wózkach - Piłka nożna pięcioosobowa (IP) - Piłka nożna siedmioosobowa (był na IP) - Piłka ręczna na wózkach - pływanie (IP) - Podnoszenie ciężarów (był na IP) - Rugby na wózkach (IP) - Rugby league na wózkach - Showdown - Siatkówka - Siatkówka na siedząco (IP) - Siatkówka na stojąco - Sitzball (seatball) - Strzelectwo (IP) - Szachy dla niewidomych - Szermierka na wózkach (IP) - Taekwondo - Taniec integracyjny - Tenis na wózkach (IP) - Tenis stołowy (IP) - Torball - Triathlon (IP) - Trójbój siłowy (IP) - Ultimate na wózkach - Wioślarstwo (IP) - Wspinaczka sportowa - Zapasy (był na IP) - Żeglarstwo (był na IP) | Dyscypliny zimowe - Baseball - Curling na wózkach (IP) - Hokej na lodzie na siedząco (IP) - Łyżwiarstwo szybkie na siedząco (był na IP) - Monoskiing - Narciarstwo alpejskie (IP) - Narciarstwo klasyczne (IP) - Biathlon (IP) - Biegi narciarskie (IP) - Skibob - Snowboarding (IP) |